# Garcia (patronyme)
Pour les articles homonymes, voir García.
García est un patronyme d'origine basque très répandu dans la péninsule Ibérique et en Amérique latine ; il s'agit du nom de famille le plus fréquent en Espagne et le 40e le plus fréquent de France,
ainsi que le nom d'origine étrangère le plus répandu  (le 8e pour le nombre de naissances entre 1966 et 1990 et le 1er patronyme le plus porté dans les départements de l'Aude et des Pyrénées-Orientales).

## Étymologie
Ce nom propre représente possiblement le nom commun basque hartz(a) « (l')ours », mot qui semble emprunté à une langue de la famille indo-européenne désignant cet animal, l'étymon indo-européen hypothétique étant *h²rtƙos,,, cf. grec árktos, avestique arša-, hittite hartagas, proto-celtique *artos > gaulois artos, vieil irlandais art, gallois arth, vieux breton ard, arth-, breton arz. Le deuxième roi de Navarre García Ier Íñiguez eut, par son fils Fortún Garcés, trois petits-fils dénommés Aznar (possiblement : « renard » en basque,), Blasco (« petit corbeau » en basque, une variante de ce nom est Velasco) et Lope (« loup », en basque Otsoa hispanisé en Ochoa,).

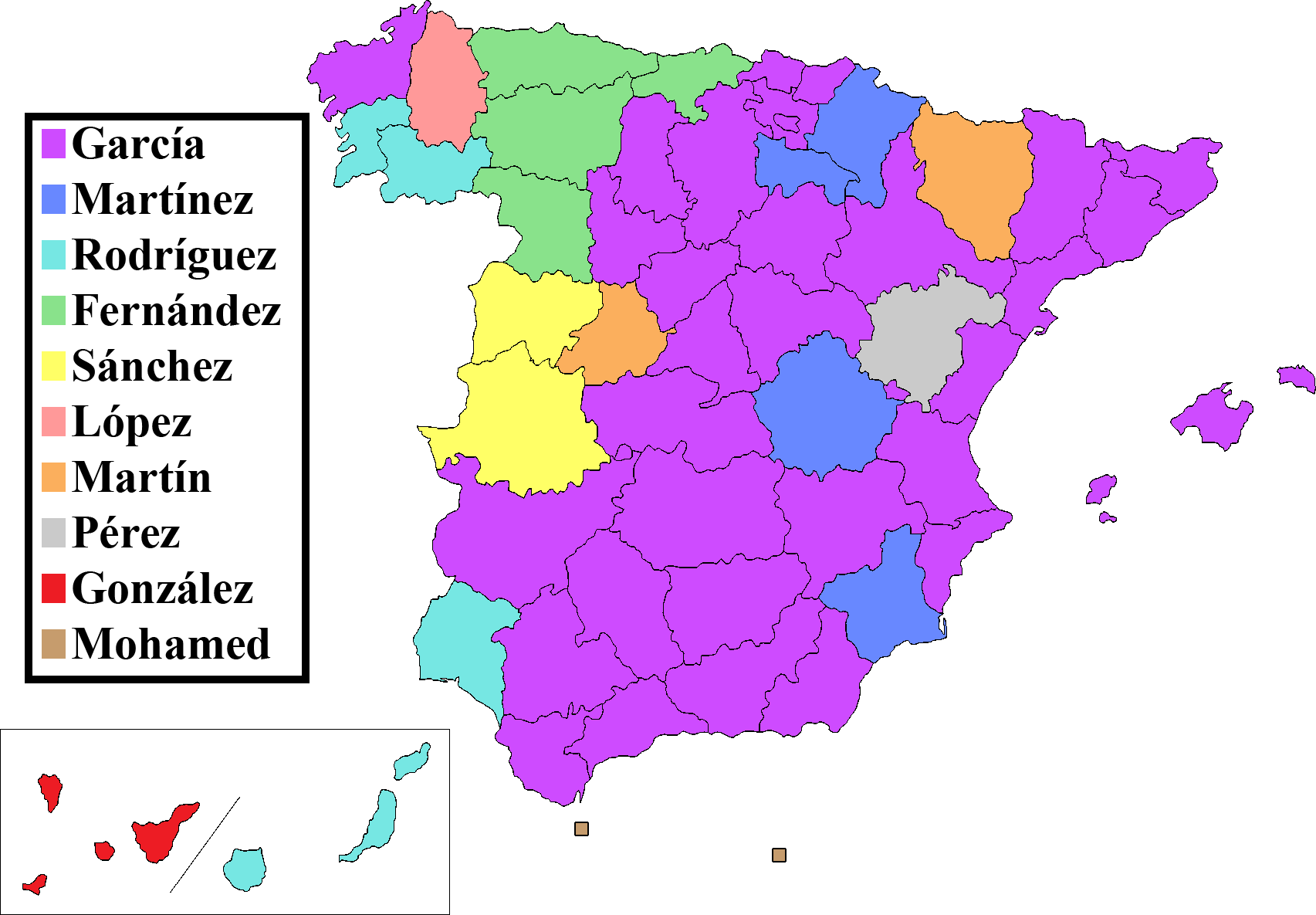
Premier patronyme en Espagne, Garcia est en mauve sur la carte.

## Histoire
Avec l'immigration espagnole au XIXe siècle et XXe siècle, ce nom de famille s'est largement répandu en France et il est aujourd'hui présent dans tous les départements. D'abord connu comme prénom de plusieurs rois de Navarre (en alternance fréquente avec Sanche), il est porté par de nombreuses personnalités et on le retrouve également dans la toponymie ainsi que dans d'autres domaines. Dans les pays de langue portugaise et en catalan, le nom s'écrit sans accent. Se dit Garsea en latin médiéval, Garcias en latin contemporain, Gartzia en graphie moderne basque et Gassia ou Gassie en gascon (diminutif Gassion, le vrai nom d'Édith Piaf). La forme patronymique dérivée, beaucoup plus rare, est Garcés.

## Variantes
Gacía, Gacías, Gació, Gaciot, Garcea, Garceller, Garcés , Gárcez, Garci, Garcías, Garsea, Garsés, Gartzea, Gartzes, Gartzia, Garzea, Garzia, Garzón, Gasía, Gassía, Gassías, Gaztea.

## Garcia célèbres
- Andy Garcia, acteur
- Gabriel García Márquez, auteur
- Jacques Garcia, décorateur
- Jesse Garcia, acteur
- José Garcia, acteur
- Nicole Garcia, actrice
- Rudi Garcia, footballeur
- Federico García Lorca, écrivain
- Caroline Garcia, tenniswoman